# Prescottia octopollinica
Prescottia octopollinica är en orkidéart som beskrevs av João Barbosa Rodrigues. Prescottia octopollinica ingår i släktet Prescottia och familjen orkidéer. Inga underarter finns listade i Catalogue of Life.